# Henri III de Limbourg
Henri III de Limbourg, né vers 1140, mort à Rolduc (en allemand, Klosterrath) le 21 juin 1221, est duc de Limbourg et comte d'Arlon de 1165 à 1221. Il est le fils de Henri II, duc de Limbourg, et de Mathilde de Saffenberg.
En 1172, il lutte contre le comte de Luxembourg Henri IV l'aveugle, lequel est allié au comte de Hainaut Baudouin V. Les environs d'Arlon sont ravagés, et le duc de Limbourg, vaincu, doit réparer les torts qu'il a commis contre le comte de Luxembourg. 
En 1183, il appuie l'élection de Fulmar de Karden (en) comme évêque de Trêves, mais cette élection n'est pas acceptée par l'empereur Frédéric Ier Barberousse, ce qui entraîne quelques troubles dans la ville. Il doit aussi combattre son neveu Henri Ier, duc de Brabant, à propos de l'avouerie de l'abbaye de Saint-Trond, Henri de Brabant prétendant que l'avouerie fait partie de la dot de sa mère Marguerite de Limbourg. Un arrangement met fin à la guerre en 1191, le duc de Limbourg se reconnait vassal du duc de Brabant et les deux ducs collaborent dans les affaires internes de la région. Lors de la double élection impériale de Philippe de Souabe et d'Othon de Brunswick, il se rallie à Othon et combat à Bouvines.

## Mariage et enfants
Il épouse Sophie de Sarrebruck (1150 † 1221), fille de Simon Ier, comte de Sarrebruck, et de Mathilde de Sponheim. Ils ont pour enfants :
- Henri († 1214), seigneur de Wassenberg ;
- Simon (1178 † 1195), cardinal et évêque de Liège (1193–1195) ;
- Waléran III (1180 † 1226), duc de Limbourg et comte de Luxembourg ;
- Frédéric († 1211), seigneur de Lummen ;
- Gérard († 1225), comte de Wassenberg ;
- Macharius, cité en 1214 ;
- Judith[1] († 1202), mariée à Goswin de Falkenbourg (nl) († 1217) ;
- Isabelle († 1221), mariée à Thierry de Heinsberg et de Valkenburg (1192 † 1227).